# Jan Palach (film)
Jan Palach este un film biografic ceh din 2018 regizat de Robert Sedláček. Filmul îl urmărește pe Jan Palach în anii 1968 și 1969 și arată ultimele 6 luni din viața sa. Filmul a avut premiera la Școala de vară de film Uherské Hradiště.

## Rezumat
Filmul prezintă viața lui Jan Palach din copilărie până la moartea sa în 1969.
Filmul începe cu copilăria lui Palach. Palach se pierde în pădure și rătăcește prin zăpadă în timp ce familia lui încearcă să-l găsească. Filmul trece apoi în anul 1967, când Palach pleacă într-o excursie de lucru în Kazahstan. Aici se împrietenește cu un tânăr rus care are probleme, dar Palach îl susține împotriva superiorului său. Palach vizitează apoi Franța împreună cu prietenii săi. Se bucură de timpul petrecut acolo până când află despre invazia Cehoslovaciei de trupe ale Pactului de la Varșovia, lucru care îl șochează. Palach decide să se întoarcă în Cehoslovacia. El aude despre auto-incendierea lui Ryszard Siwiec⁠(d). Palach participă la o lovitură împotriva invaziei și încearcă să fie activ. El este curând dezamăgit de pasivitatea societății. În cele din urmă, decide să se autoincendieze împotriva invaziei. Filmul se termină cu o imagine a feței sale arsă.

## Distribuție
- Viktor Zavadil ca Jan Palach
- Zuzana Bydžovská⁠(d) ca Libuše Palachová
- Denisa Barešová ca Helenka
- Kristína Kanátová ca Eva
- Michal Balcar ca Jiří Palach
- Karel Jirák ca Ladislav Žižka
- Jan Vondráček⁠(d) ca profesor
- Jiří Zapletal ca Josef Smrkovský⁠(d)

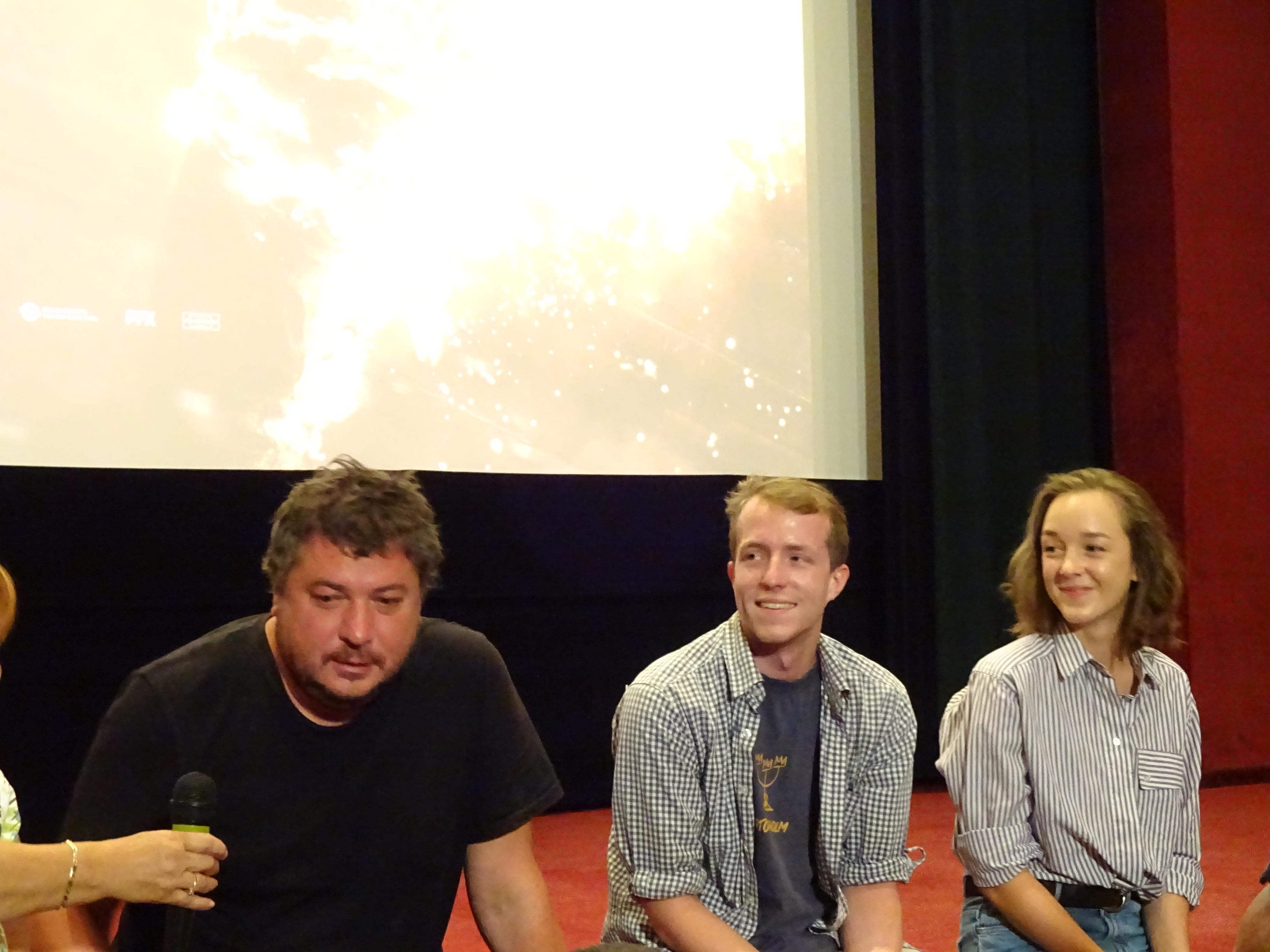
Regizor și actori

- Daniel Želatý ca Jakub Schwarz Troian
- Gérard Robert Gratadour
- Simone Hrášková
- Patrik Paušo

## Producție
A fost filmat la Praga, Milovice sau Piața Pardubice, care a fost folosită în locul Pieței Wenceslas. Realizatorii filmului au creat un model la scară a Statuii Sfântului Wenceslas. Auto-imolarea a fost filmată cu un cascador la Střešovice. Scene dintr-o biserică au fost filmate în Biserica Evanghelică din Libiš, în care a fost și Palach. Jakub Schwarz Trojan a fost interpretat de colegul său Daniel Želatý.

## Lansare
Filmul a avut premiera la Școala de vară de film Uherské Hradiště la 5 august 2018. A fost distribuit în cinematografe la 21 august 2018. Filmul a fost proiectat în 95 de cinematografe cehe în prima săptămână după lansare. A fost vizionat de 13.129 de persoane și a încasat 1.900.000 CZK.

## Recepție
Filmul a avut recenzii în general pozitive din partea criticilor cehi. Are un scor de 75% pe Kinobox.cz. Filmul a fost premiat cu 6 premii ale criticilor de film cehi.

### Premii
| Data ceremoniei | Premiu                          | Categorie                                  | Destinatar(i)    | Rezultat     | Ref(s) |
| --------------- | ------------------------------- | ------------------------------------------ | ---------------- | ------------ | ------ |
| 2019            | Premiile criticilor de film ceh | Cel mai bun film                           |                  | Câștigat     |        |
| 2019            | Premiile criticilor de film ceh | Cel mai bun regizor                        | Robert Sedláček  | Nominalizare |        |
| 2019            | Premiile criticilor de film ceh | Cel mai bun scenariu                       | Eva Kantůrková   | Nominalizare |        |
| 2019            | Premiile criticilor de film ceh | Cel mai bun actor                          | Viktor Zavadil   | Nominalizare |        |
| 2019            | Premiile criticilor de film ceh | Cea mai bună actriță                       | Zuzana Bydžovská | Nominalizare |        |
| 2019            | Premiile criticilor de film ceh | Premiul Innogy                             | Viktor Zavadil   | Nominalizare |        |
| 2019            | Premiile Leului Ceh             | Cel mai bun film                           |                  | Nominalizare | [ 12 ] |
| 2019            | Premiile Leului Ceh             | Cel mai bun regizor                        | Robert Sedláček  | Nominalizare | [ 12 ] |
| 2019            | Premiile Leului Ceh             | Cel mai bun scenariu                       | Eva Kantůrková   | Nominalizare | [ 12 ] |
| 2019            | Premiile Leului Ceh             | Cel mai bun actor într-un rol principal    | Viktor Zavadil   | Nominalizare | [ 12 ] |
| 2019            | Premiile Leului Ceh             | Cea mai bună actriță într-un rol principal | Zuzana Bydžovská | Nominalizare | [ 12 ] |
| 2019            | Premiile Leului Ceh             | Cel mai bun actor într-un rol secundar     | Jan Vondráček    | Nominalizare | [ 12 ] |
| 2019            | Premiile Leului Ceh             | Cel mai bun design de costume              | Tomáš Chlud      | Nominalizare | [ 12 ] |
| 2019            | Premiile Leului Ceh             | Cel mai bun machiaj și coafură             | Jana Bílková     | Nominalizare | [ 12 ] |